# Haematopus fuliginosus
La beccaccia di mare fuligginosa (Haematopus fuliginosus Gould, 1845) è un uccello della famiglia Haematopodidae.

## Distribuzione e habitat
Questo uccello vive in Australia, in prevalenza su coste rocciose, ma occasionalmente anche presso gli estuari. È stato accidentalmente segnalato in Indonesia e su Christmas Island.

## Sistematica
Haematopus fuliginosus ha due sottospecie:
- Haematpus fuliginosus fuliginosus
- Haematopus fuliginosus opthalmicus